# Websterinereis tridentata
Websterinereis tridentata är en ringmaskart som först beskrevs av Webster 1880.  Websterinereis tridentata ingår i släktet Websterinereis och familjen Nereididae. Inga underarter finns listade i Catalogue of Life.